# André Caille
Pour les articles homonymes, voir Caille (homonymie).

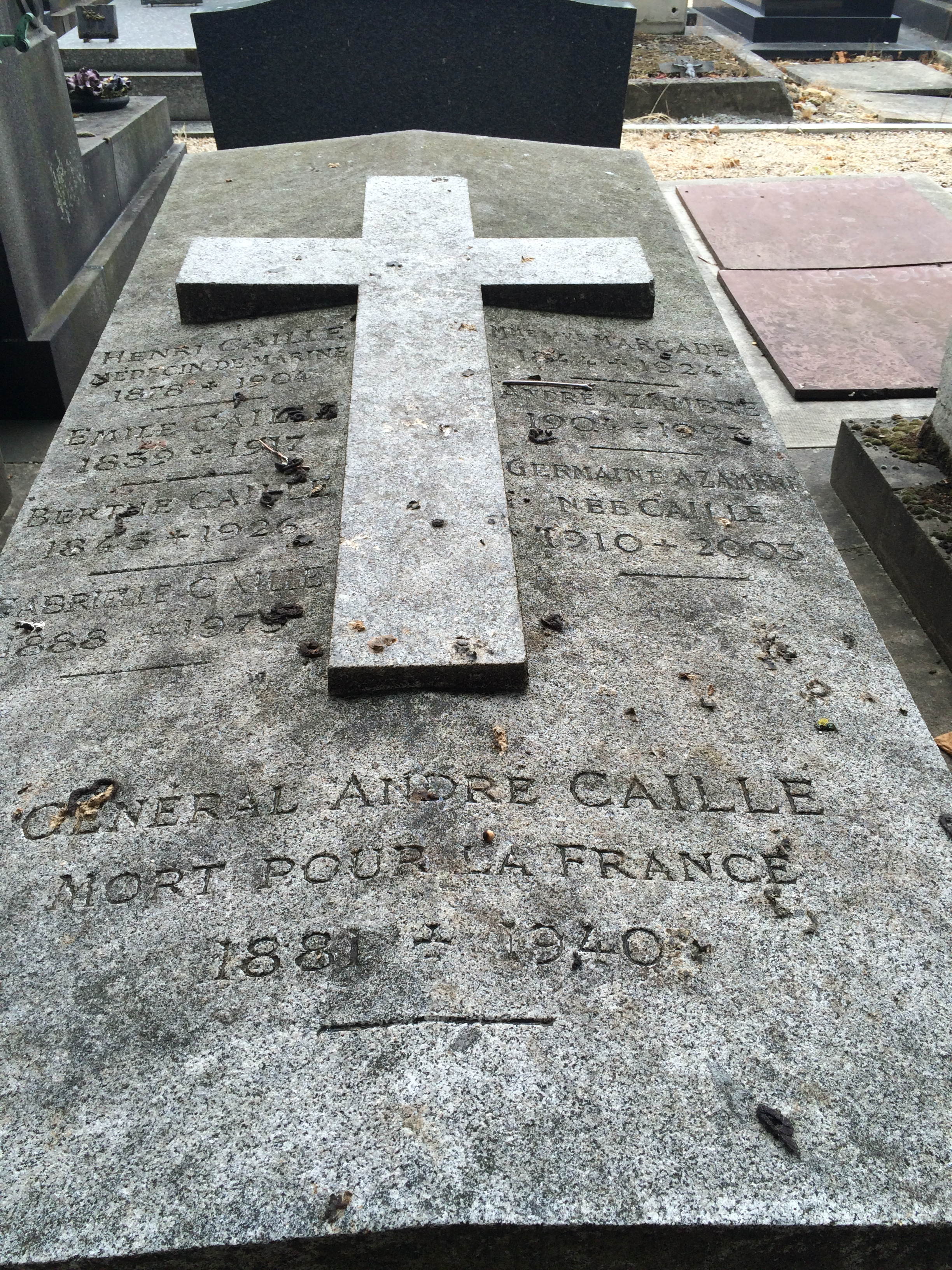
Tombe du général André Caille au cimetière nouveau (div. 2) de Boulogne-Billancourt (Hauts-de-Seine).

André Lucien Caille, né le 23 octobre 1881 à Paris 10e et mort pour la France le 25 mai 1940 à Ambleteuse (Pas-de-Calais), est un général de brigade de l'armée française.

## Biographie
Commandant de la 21e division d'infanterie au sein de la 7e Armée.
- État des services :
  - 8 février 1927 : en garnison à Toul
  - 1er janvier 1931 : affecté à la 32e division d'infanterie
  - 25 septembre 1934 : commandant de la 168e division d'infanterie
  - 1er novembre 1936 : commandant la 13e région militaire
  - 16 avril 1938 : commandant de la 21e division d'infanterie
  - 25 mai 1940 : mort au combat

Il est l'un des treize officiers généraux français morts au cours des opérations de mai-juin 1940.
Il est inhumé au nouveau cimetière de Boulogne-Billancourt.

## Distinctions et grades
- Avancement :
  - lieutenant-colonel (24 septembre 1929)
  - colonel (25 septembre 1934)
  - général de brigade (9 septembre 1939)

- Distinctions :